# دوقية نابولي
ظهرت دوقية نابولي باعتبارها مقاطعة بيزنطية في القرن السابع الميلادي، في الأراضي الساحلية التي لم ينجح اللومبارد في غزوها خلال غزوهم لإيطاليا في القرن السادس. كان يحكمها قائد عسكري (دوق) وسرعان ما أصبحت دولة مستقلة بحكم الأمر الواقع واستمرت لأكثر من خمسة قرون خلال العصور الوسطى المبكرة والعليا.